# Острів дельфінів (роман)
«Острів дельфінів» (англ. Dolphin Island) — дитячий науково-фантастичний роман Артура Кларка 1963 року.

## Сюжет
Пізно вночі (в світі майбутнього), величезний вантажний лайнер робить аварійну зупинку десь в центральній частині США, де ініціативному підлітку на ймення Джоні Клінтон вдається потай проникнути на його борт. Через декілька годин, судно зазнає кораблетрощі в Тихому океані. Команда («навіть корабельний кіт») переміщається на рятувальні шлюпки, а Джоні рятується на якомусь ящику. Його життя рятують «люди моря» — дельфіни, які спроваджують хлопця на один із островів Великого бар'єрного рифу, що розташований уздовж східного узбережжя Австралії. Там Джоні приєднюється до діяльності дослідницької станції, де геніальний професор намагається комунікувати з дельфінами. Джоні навчається підводному плаванню та переживає тайфун, а невдовзі знову ризикує своїм життям, щоб покликати на острів медичну допомогу.